# Божуриште (аеропорт)
Аеропорт Божуриште (болг. Летище Божурище) — це колишній закритий аеропорт Софії і колишній головний авіаційний центр Болгарії — військовий, цивільний і спортивний аеропорт, з авіаційною школою і аеропланним заводом. Летовище працювало з 1897 по 2005 роки, а потім зачинилося і зараз головним аеропортом Софії є одноймений аеропорт.